# Ineos Grenadiers
Ineos Grenadiers (UCI kód: IGD) je britský profesionální cyklistický UCI WorldTeam, který vznikl v roce 2009. Sídlí v Národním cyklistickém centru v anglickém Manchesteru s logistickou základnou v belgickém Deinze. Tým je řízen bývalým výkonným ředitelem British Cycling - Davem Brailsfordem.

## Historie
Team Sky vstoupil na světovou scénu v roce 2010 s ambicí vyhrát Tour de France s britským jezdcem během následujících pěti let. Cíl byl dosažený již po třech letech, kdy Bradley Wiggins vyhrál Tour de France v roce 2012 a stal se tak vůbec prvním britským vítězem v historii. O rok později pak přidal další vítězství Chris Froome, čímž se podařilo Teamu Sky, vyhrát Tour de France, dvakrát v rámci plánovaného pětiletého období. Froome pak získal v roce 2015 pro stáj Sky i třetí titul, následně pak čtvrtý v roce 2016 a pátý v roce 2017. V roce 2018 vyhrál Froome i první titul na Giro d'Italia a ukončil tak dlouhou dobu trvající trápení týmu v tomto závodě.

### 2019: Bernalovo vítězství na Tour de France
V roce 2019 přijel Team Ineos na Tour de France se 2 lídry - obhájcem vítězství Geraintem Thomasem a vítězem Paříž–Nice 2019 a Tour de Suisse 2019 Eganem Bernalem. Do 19. etapy vstupovali tito 2 cyklisté na 2. a 3. pozici v celkovém pořadí. Bernal v etapě zaútočil pár kilometrů pod vrcholem Col de l'Iseranu a ihned si získal více než minutu náskoku. Závod byl však při sjezdu z vrcholu zastaven kvůli masivním bouřkám. Do celkového pořadí se započítal čas na vrcholu Iseranu, a proto se Bernal stal novým lídrem závodu. Své vedení pohodlně udržel až do cíle v Paříži, který protnul s náskokem minuty a 11 sekund právě na Thomase.

### 2020: Neúspěšná obhajoba titulu na Tour a vítězství na Giru
29. srpna 2020 se nově přejmenovaný tým Ineos Grenadiers postavil na start Tour de France 2020 s Eganem Bernalem mezi jezdci. Bernal se stal lídrem soutěže mladých jezdců po 7. etapě, v níž ztratil čas dosavadní lídr této klasifikace Tadej Pogačar. Po skvělém 4. místě v 9. etapě Bernal odpadl ve 13. etapě, v níž ztratil čas na Tadeje Pogačara a tím pádem i vedení v soutěži mladých jezdců. V 15. etapě Bernal ztratil dalších 7 minut a Richard Carapaz 20 minut, a tak byl tým naprosto vyřazen z boje o vítězství. Bernal před 17. etapou odstoupil kvůli přetrvávající bolesti zad. Tým si spravil chuť vítězstvím v 18. etapě, v níž Michał Kwiatkowski protnul cílovou pásku v přátelském objetí s Richardem Carapazem.

## Soupiska týmu
K 1. lednu 2024
- Thymen Arensman (NED) (* 4. prosince 1999)
- Andrew August (USA) (* 12. října 2005)
- Egan Bernal (COL) (* 13. ledna 1997)
- Jonathan Castroviejo (ESP) (* 27. dubna 1987)
- Laurens De Plus (BEL) (* 4. září 1995)
- Tobias Foss (NOR) (* 25. května 1997)
- Omar Fraile (ESP) (* 17. července 1990)
- Filippo Ganna (ITA) (* 25. července 1996)
- Ethan Hayter (GBR) (* 18. září 1998)
- Leo Hayter (GBR) (* 10. srpna 2001)
- Kim Heiduk (GER) (* 3. března 2000)
- Michał Kwiatkowski (POL) (* 2. června 1990)
- Michael Leonard (CAN) (* 26. března 2004)
- Jhonatan Narváez (ECU) (* 4. března 1997)
- Tom Pidcock (GBR) (* 30. července 1999)
- Salvatore Puccio (ITA) (* 31. srpna 1989)
- Brandon Rivera (COL) (* 21. března 1996)
- Carlos Rodríguez (ESP) (* 2. února 2001)
- Óscar Rodríguez (ESP) (* 6. května 1995)
- Luke Rowe (GBR) (* 10. března 1990)
- Magnus Sheffield (USA) (* 19. dubna 2002)
- Theodor Storm (DEN) (* 31. března 2005)
- Ben Swift (GBR) (* 5. listopadu 1987)
- Connor Swift (GBR) (* 30. října 1995)
- Joshua Tarling (GBR) (* 15. února 2004)
- Geraint Thomas (GBR) (* 25. května 1986)
- Ben Turner (GBR) (* 28. května 1999)
- Elia Viviani (ITA) (* 7. února 1989)
- Cameron Wurf (AUS) (* 3. srpna 1983)

## Vítězství na Grand Tours
| Vítězové Grand Tours        |                              |                               |
| Celkový vítěz Giro d'Italia | Celkový vítěz Tour de France | Celkový vítěz Vuelta a España |
| 2021 Egan Bernal            | 2021                         | 2021                          |
| 2020 Tao Geoghegan Hart     | 2020                         | 2020                          |
| 2019                        | 2019 Egan Bernal             | 2019                          |
| 2018 Chris Froome           | 2018 Geraint Thomas          | 2018                          |
| 2017                        | 2017 Chris Froome            | 2017 Chris Froome             |
| 2016                        | 2016 Chris Froome            | 2016                          |
| 2015                        | 2015 Chris Froome            | 2015                          |
| 2013                        | 2013 Chris Froome            | 2013                          |
| 2012                        | 2012 Bradley Wiggins         | 2012                          |
| 2011                        | 2011                         | 2011 Chris Froome             |